# Левшин, Павел Федулович
Па́вел Феду́лович Левшин (июнь 1757 — 8 (20) августа 1809, Москва) — генерал-лейтенант русской армии. Сын надворного советника Федула Ивановича Левшина и его второй жены Анны Гавриловны Левшиной (урождённой Белкиной).
После смерти отца, в 1770 году (тринадцати лет) Павел Левшин был определён в Семёновский лейб-гвардии полк капралом. В следующий чин — прапорщика — произведён в 1783 году. В 1784 году получил чин подпоручика, в 1785 году — назначен полковым адъютантом, а в 1789 году произведён в капитан-поручики; 1 января (12 января) 1791 в чине полковника армии вышел в отставку.
Вновь поступил на военную службу в 1792 году, поступив на должность обер-штер-кригскомиссара в Главном кригскомиссариате. Кавалер ордена Св. Владимира 3-й степени (1792), генерал-майор (1794), кавалер ордена Св. Анны 2-й степени (1798). В 1799 году получил чин генерал-лейтенанта и, одновременно с этим, награждён орденом Св. Анны 1-й степени. В 1800 году пожалован званием почётного командора ордена Св. Иоанна Иерусалимского. В том же году вышел в отставку, получив в подарок от императора Павла I 5000 десятин земли в Саратовской губернии.
Последние годы жизни Павел Федулович Левшин провёл в Москве. Умер 8 (20) августа 1809 года.